# Савенков, Анатолий Иванович
Анато́лий Ива́нович Са́венков (род. 14 августа 1953, с. Чернава, Орловская область) — российский государственный деятель, глава администрации Липецка (1991—1998), председатель Липецкого областного Совета депутатов (1998—2005), член Совета Федерации (1998—2001).

## Биография
А. И. Савенков родился 14 августа 1953 года в селе Чернава (ныне — Измалковского района Липецкой области). В 1979 году окончил Липецкий политехнический институт. До 1982 года работал заместителем директора Грязинского сельскохозяйственного техникума; в 1982—1985 годах — начальник отдела управления «Отделстрой» треста «Липецкстрой», в 1985—1986 годах — секретарь парткома треста «Железобетон», в 1986—1988 годах — заведующий отделом Липецкого горкома КПСС, в 1988—1991 годах — 1-й заместитель председателя Липецкого горисполкома.
18 декабря 1991 года указом Президента России назначен главой администрации города Липецка, а в декабре 1995 года был избран на эту должность. В июне 1998 года избран председателем Липецкого областного Совета депутатов. В 1998—2001 годах являлся членом Совета Федерации. В 2005 году назначен главным федеральным инспектором в Липецкой области аппарата полномочного представителя Президента России в Центральном федеральном округе.

## Источник
- Липецкая энциклопедия / сост. В. В. Шахов, Б. М. Шальнев. — Липецк: Липецкое издательство; Рязань: Гэлион, 2001. — Т. 3. — 559 с. — ISBN 5-94570-015-0.